# Movimento Popular de Libertação do Sudão - Setor Norte

Bandeira do grupo.

Movimento Popular de Libertação do Sudão - Setor Norte (MPLS-N, em inglês:  Sudan People's Liberation Movement–North, SPLM–N; em árabe: حركة الشعبية لتحرير السودان-الشمال, translit. Harakat Al-Sha'abi Li-Tahrir Al-Sudan-Al-Shamal) é um partido político  e organização militante da República do Sudão. É atualmente ativo principalmente nos estados do Nilo Azul e Cordofão do Sul, onde seu braço armado, o Exército de Libertação do Povo do Sudão–Norte, está envolvido em uma insurgência ativa contra o governo sudanês.
Em 2011, quando o Sudão do Sul se separou do Sudão para formar um novo país, a maior parte do Movimento de Libertação do Povo do Sudão e do seu braço armado o, Exército Popular de Libertação do Sudão, partiram, deixando unidades remanescentes do outro lado da fronteira no Sudão para formar o MPLS-N.
A organização sofreu com o faccionalismo. Duas facções, MPLS-N (Agar) e MPLS-N (al-Hilu) estiveram empenhadas em lutar entre si e contra o governo do Sudão, aproximadamente entre 2017-2019. Em 2025, a facção al-Hilu estava lutando contra as Forças Armadas Sudanesas, enquanto o líder da facção Agar foi nomeado para o governo militar. Uma terceira facção MPLS-N (Arman) surgiu em 2022.

## História
O Movimento Popular de Libertação do Sudão - Setor Norte foi formado por indivíduos do Exército Popular de Libertação do Sudão que permaneceram no Sudão após o referendo sobre a independência do Sudão do Sul em 2011 e a instituição do governo do sul-sudanês. Assim, o Movimento de Libertação do Povo do Sudão dividiu-se em dois partidos políticos: um no norte e outro no sul. Apesar do Acordo de Naivasha, conflitos de baixa intensidade continuaram na República do Sudão. O conflito com as autoridades centrais levou Omar al-Bashir a proibir o partido. O Movimento de Libertação do Povo do Sudão-Norte formou uma aliança com as principais milícias ativas em Darfur, a Frente Revolucionária do Sudão, uma coalizão de grupos rebeldes. O grupo lidera ataques em Cordofão do Sul, Nilo Azul e novamente em Darfur.

## Objetivos e ideologia
A organização defende o projeto do "Novo Sudão" e descreve-se como "um movimento nacional sudanês que procura mudar as políticas do centro em Cartum e construir um novo centro para o benefício de todo o povo sudanês, independentemente da sua religião, género ou origem étnica". Entre os princípios do Movimento Popular de Libertação do Sudão que remontam à década de 1980, estão a oposição à discriminação (por "árabes" e outros) contra negros africanos. Em um esforço para minimizar as divisões que há muito atormentam o Sudão, o grupo encoraja aqueles em seu território a se identificarem como nuba e não por religião ou tribo.
Desde a retomada do conflito, o partido tem pedido negociações e um cessar-fogo; contudo, alguns dos seus líderes alertaram para uma potencial segunda divisão do Sudão.

## Grupos e facções
MPLS-N (Agar)
A partir de 2017, a facção MPLS-N (Agar) do partido é presidida por Malik Agar e Ismael Jallab é o secretário-geral. Esta facção está representada no Conselho Soberano de Transição e apoia as Forças Armadas Sudanesas.
MPLS-N (al-Hilu)
A partir de 2017, Abdelaziz al-Hilu lidera a facção MPLS-N (al-Hilu). Esta facção se opõe às Forças Armadas Sudanesas e, como membro da Aliança Fundadora do Sudão, apoia a tentativa das Forças de Apoio Rápido de formar o Governo de Paz e Unidade. A partir de fevereiro de 2025, o MPLS-NN (al Hilu) controla a cidade de Kauda e a área circundante.
MPLS-N (Arman)
Em maio de 2019, Yasir Arman era o vice-presidente do MPLS-N (Agar) até que se separou 'amigavelmente' do grupo em agosto de 2022 após desentendimentos com Agar sobre o golpe de Estado de outubro de 2021, para formar a facção MPLS-N (Arman).